# Khojayli
Khojayli es una localidad de Uzbekistán, en la república autónoma de Karakalpakia.
Se encuentra a una altitud de 73 m sobre el nivel del mar. 

## Demografía
Según estimación 2010 contaba con una población de 105.466 habitantes.